# Leopold, hrabě ze Syrakus
Leopold Bourbonsko-Sicilský (22. května 1813 Palermo – 4. prosince 1860 Pisa) byl princ Obojí Sicílie a hrabě ze Syrakus.

## Život

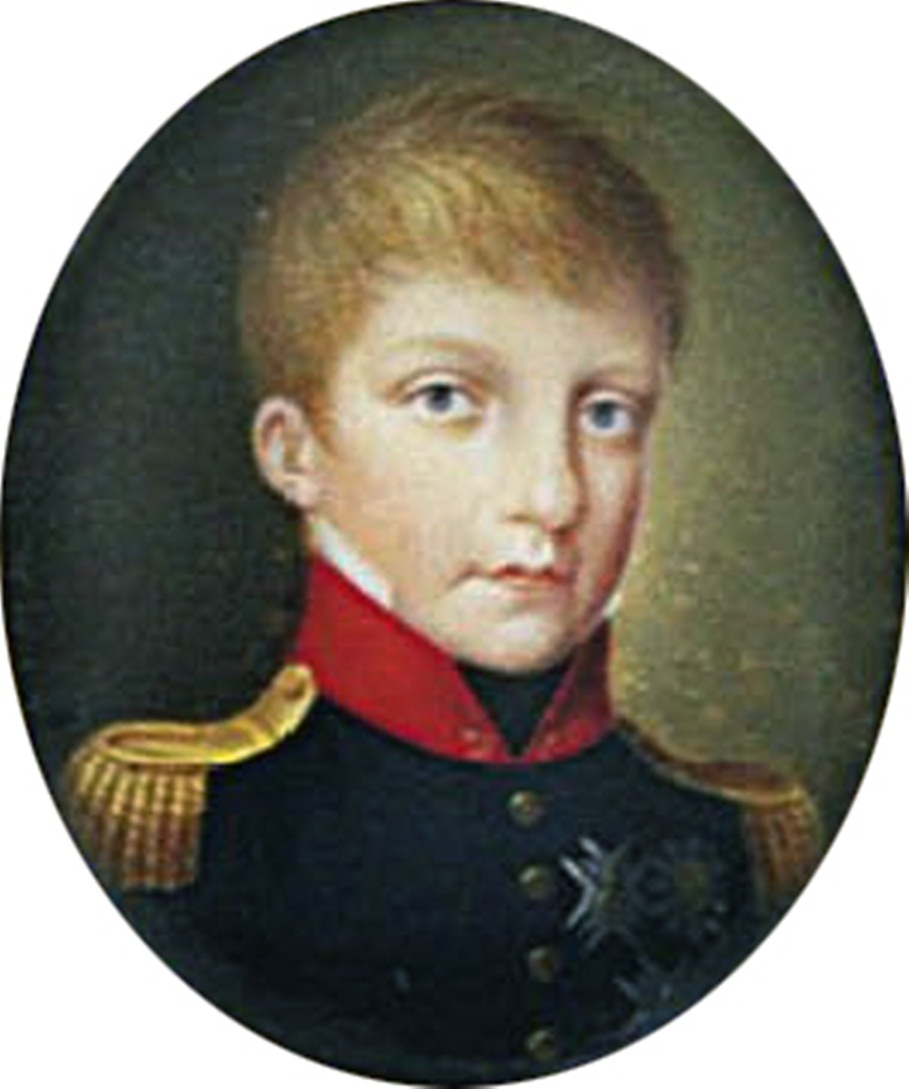
Leopoldův portrét, asi 1825

Leopold se narodil jako třetí syn krále Františka I. Neapolsko-Sicilského a jeho druhé manželky Marie Isabely Španělské. V roce 1816, když mu byly tři roky, vzniklo Království obojí Sicílie a Leopold byl jmenován hrabětem ze Syrakus.
Po otcově smrti v listopadu 1830 ho jeho starší bratr Ferdinand II. Neapolsko-Sicilský jmenoval generálporučíkem v Sicílii. Jako guvernér Palerma zavedl významné reformy. Ze strachu z jeho popularity a touhy Sicílie po nezávislosti byl počátkem roku 1835 odvolán ze své pozice. V dubnu téhož roku byl poslán na cestu do zahraničí.
Ferdinand II. uvažoval o sňatku mezi Leopoldem a jeho sestřenicí Marií Orleánskou, jednání s jejím otcem Ludvíkem Filipem však ztroskotala na francouzských povstáních v roce 1834 a odmítnutím Ludvíka Filipa poskytnout Marii část „darovacího podílu“ svých zemí (podmínka, kterou Ferdinand II. stanovil, aby mohlo ke sňatku dojít). Leopold byl umělec, zdatný sochař a mecenáš umění. Postrádal velké ambice, raději vedl život plný potěšení.
16. června 1837 se čtyřiadvacetiletý princ v Neapoli oženil s o rok mladší Marií Viktorií Savojskou, druhorozenou dcerou prince Josefa Savojského, hraběte z Villafrancy (syn prince Evžena), a jeho manželky Pavlíny Benediktíny de Quélen de Vauguyon. Pár byl špatně sehraný a manželství bylo nešťastné. On byl agnostik a liberál, ona konzervativní a pobožná. Neměli spolu nic společného. V roce 1838 se jim narodilo jejich jediné dítě, dcera Marie Isabela, které však zemřelo v necelém roce života. Od smrti dcery žili odděleně. Marie Viktorie odešla do ústraní, aby žila náboženským životem téměř v osamění ve svém paláci Chiaia.
Hrabě ze Syrakus žil v letech 1846 až 1850 v zahraničí. Navzdory jejich protichůdným politickým tendencím byl Leopold oblíbeným bratrem Ferdinanda II. Když hrabě v roce 1854 utrpěl mrtvici, byl král hluboce zarmoucen. Leopold se zotavil. Stejně jako jeho bratři hrabata z Aquily a Trapani byl Leopold sukničkář, nebyl však zapleten do skandálů a jeho bratr král mu platil dluhy a považoval ho za roztomilou černou ovci. Leopold byl hédonistický muž popisovaný jako „velký, mocný, s pohlednou tváří“. Byl prostý ve svých způsobech a široce oblíbený. Obklopil se dvorem umělců, spisovatelů a hudebníků, kteří ho následovali z paláce Chiaia do jeho vily v Sorrentu.
Po smrti Ferdinanda II. v květnu 1859 zastával Leopold úzké spojenectví s Piemontem. O svém synovci Františku II., novém králi, neměl dobré mínění. Jejich vztah byl chladný. V dubnu 1860 Leopold naléhal na svého synovce Františka II., aby učinil liberální ústupky. Po několika měsících odešel do Piemontu. Zemřel 4. prosince 1860 ve věku 47 let v Pise.

## Vývod z předků
|                           |                                     |  |                    |                                             |  |  |  |  |  |  |  | Filip V. Španělský |
|                           |                                     |  |                    |                                             |  |  |  |  |  |  |  |                    |
|                           | Karel III. Španělský                |  |                    |                                             |  |  |  |  |  |  |  |                    |
|                           |                                     |  |                    |                                             |  |  |  |  |  |  |  |                    |
|                           |                                     |  |                    | Alžběta Parmská                             |  |  |  |  |  |  |  |                    |
|                           |                                     |  |                    |                                             |  |  |  |  |  |  |  |                    |
|                           | Ferdinand I. Neapolsko-Sicilský     |  |                    |                                             |  |  |  |  |  |  |  |                    |
|                           |                                     |  |                    |                                             |  |  |  |  |  |  |  |                    |
|                           |                                     |  |                    | August III. Polský                          |  |  |  |  |  |  |  |                    |
|                           |                                     |  |                    |                                             |  |  |  |  |  |  |  |                    |
|                           | Marie Amálie Saská                  |  |                    |                                             |  |  |  |  |  |  |  |                    |
|                           |                                     |  |                    |                                             |  |  |  |  |  |  |  |                    |
|                           |                                     |  |                    | Marie Josefa Habsburská                     |  |  |  |  |  |  |  |                    |
|                           |                                     |  |                    |                                             |  |  |  |  |  |  |  |                    |
|                           | František I. Neapolsko-Sicilský     |  |                    |                                             |  |  |  |  |  |  |  |                    |
|                           |                                     |  |                    |                                             |  |  |  |  |  |  |  |                    |
|                           |                                     |  |                    | Leopold Josef Lotrinský                     |  |  |  |  |  |  |  |                    |
|                           |                                     |  |                    |                                             |  |  |  |  |  |  |  |                    |
|                           | František I. Štěpán Lotrinský       |  |                    |                                             |  |  |  |  |  |  |  |                    |
|                           |                                     |  |                    |                                             |  |  |  |  |  |  |  |                    |
|                           |                                     |  |                    | Alžběta Charlotta Orleánská                 |  |  |  |  |  |  |  |                    |
|                           |                                     |  |                    |                                             |  |  |  |  |  |  |  |                    |
|                           | Marie Karolína Habsbursko-Lotrinská |  |                    |                                             |  |  |  |  |  |  |  |                    |
|                           |                                     |  |                    |                                             |  |  |  |  |  |  |  |                    |
|                           |                                     |  |                    | Karel VI.                                   |  |  |  |  |  |  |  |                    |
|                           |                                     |  |                    |                                             |  |  |  |  |  |  |  |                    |
|                           | Marie Terezie                       |  |                    |                                             |  |  |  |  |  |  |  |                    |
|                           |                                     |  |                    |                                             |  |  |  |  |  |  |  |                    |
|                           |                                     |  |                    | Alžběta Kristýna Brunšvicko-Wolfenbüttelská |  |  |  |  |  |  |  |                    |
|                           |                                     |  |                    |                                             |  |  |  |  |  |  |  |                    |
| Leopold, hrabě ze Syrakus |                                     |  |                    |                                             |  |  |  |  |  |  |  |                    |
|                           |                                     |  |                    |                                             |  |  |  |  |  |  |  |                    |
|                           |                                     |  | Filip V. Španělský |                                             |  |  |  |  |  |  |  |                    |
|                           |                                     |  |                    |                                             |  |  |  |  |  |  |  |                    |
|                           | Karel III. Španělský                |  |                    |                                             |  |  |  |  |  |  |  |                    |
|                           |                                     |  |                    |                                             |  |  |  |  |  |  |  |                    |
|                           |                                     |  |                    | Alžběta Parmská                             |  |  |  |  |  |  |  |                    |
|                           |                                     |  |                    |                                             |  |  |  |  |  |  |  |                    |
|                           | Karel IV. Španělský                 |  |                    |                                             |  |  |  |  |  |  |  |                    |
|                           |                                     |  |                    |                                             |  |  |  |  |  |  |  |                    |
|                           |                                     |  |                    | August III. Polský                          |  |  |  |  |  |  |  |                    |
|                           |                                     |  |                    |                                             |  |  |  |  |  |  |  |                    |
|                           | Marie Amálie Saská                  |  |                    |                                             |  |  |  |  |  |  |  |                    |
|                           |                                     |  |                    |                                             |  |  |  |  |  |  |  |                    |
|                           |                                     |  |                    | Marie Josefa Habsburská                     |  |  |  |  |  |  |  |                    |
|                           |                                     |  |                    |                                             |  |  |  |  |  |  |  |                    |
|                           | Marie Isabela Španělská             |  |                    |                                             |  |  |  |  |  |  |  |                    |
|                           |                                     |  |                    |                                             |  |  |  |  |  |  |  |                    |
|                           |                                     |  |                    | Filip V. Španělský                          |  |  |  |  |  |  |  |                    |
|                           |                                     |  |                    |                                             |  |  |  |  |  |  |  |                    |
|                           | Filip Parmský                       |  |                    |                                             |  |  |  |  |  |  |  |                    |
|                           |                                     |  |                    |                                             |  |  |  |  |  |  |  |                    |
|                           |                                     |  |                    | Alžběta Parmská                             |  |  |  |  |  |  |  |                    |
|                           |                                     |  |                    |                                             |  |  |  |  |  |  |  |                    |
|                           | Marie Luisa Parmská                 |  |                    |                                             |  |  |  |  |  |  |  |                    |
|                           |                                     |  |                    |                                             |  |  |  |  |  |  |  |                    |
|                           |                                     |  |                    | Ludvík XV.                                  |  |  |  |  |  |  |  |                    |
|                           |                                     |  |                    |                                             |  |  |  |  |  |  |  |                    |
|                           | Luisa Alžběta Francouzská           |  |                    |                                             |  |  |  |  |  |  |  |                    |
|                           |                                     |  |                    |                                             |  |  |  |  |  |  |  |                    |
|                           |                                     |  |                    | Marie Leszczyńská                           |  |  |  |  |  |  |  |                    |
|                           |                                     |  |                    |                                             |  |  |  |  |  |  |  |                    |